# Anuak
El pueblo anuak (también conocido como anywae, anwak o yambo) es un grupo étnico que integran 277.700 personas distribuidas en territorios del occidente de Etiopía y el oriente de Sudán del Sur. Hablan anuak, una lengua nilótica. Desde la década de 1980 las comunidades anuak residentes en Etiopía han sido víctimas de expropiación de sus tierras, reubicaciones forzosas de sus aldeas y un ataque violento de las fuerzas de seguridad en diciembre de 2003 que mató a más de 400 integrantes de esta etnia en Gambella. Las comunidades anuak en Sudán sufrieron la guerra civil que dividió el país en 2011. Miles de refugiados anuak viven en Sudán del Sur y Kenia, y una pequeña comunidad habita en los Estados Unidos de América.

## Territorio

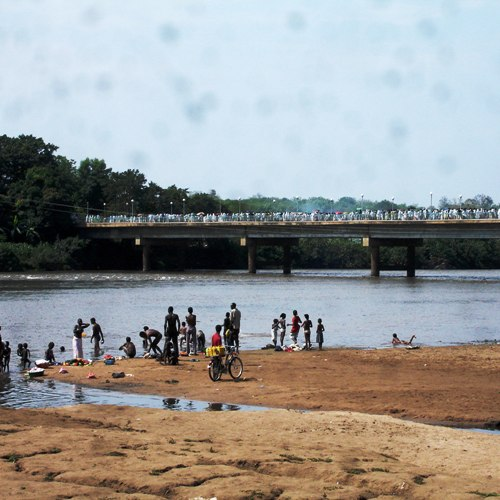
Gente del pueblo anuak a orillas del río Baro en la región de Gambela.

Las comunidades anuak en territorio de Sudán del Sur se distribuyen entre los valles del río Sobat y el río Akobo.  Son tierras de planicie, con abundante hierba pero casi sin árboles. En la temporada de lluvia se inundan convirtiendo la zona en un pantano con canales de agua profunda. También tienen asentamientos en la región oriental de Equatoria, al suroeste del parque nacional de Boma. En territorio de Etiopía, habitan en la zona sur de la región de Gambela.

## Población

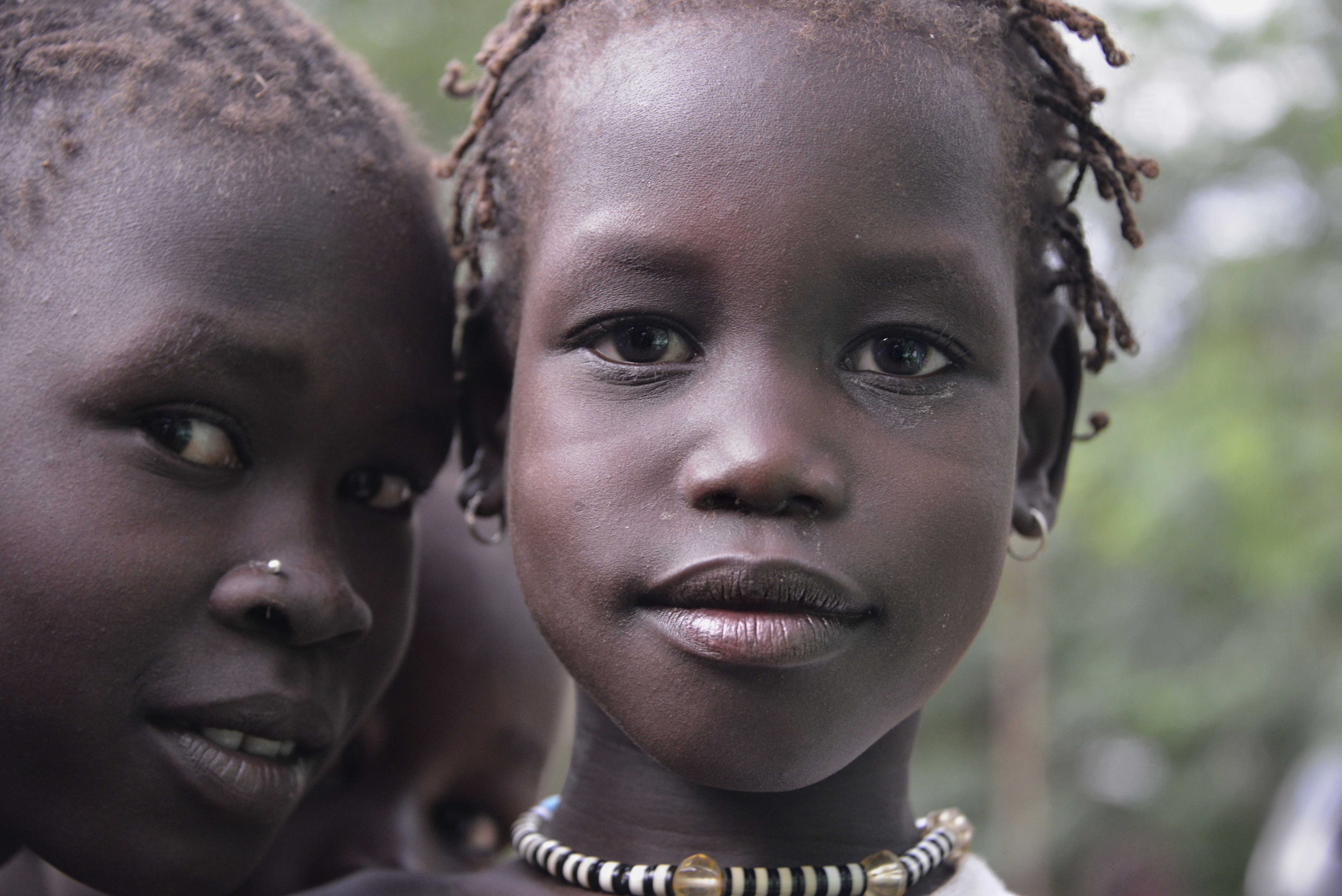
Niñas anuak

La etnia anuak es de origen nilótico. La integran aproximadamente 277.700 personas. Unas 156.000 viven en Etiopía, 119.000 en Sudán del Sur y 2.700 en los Estados Unidos de América.

## Idioma

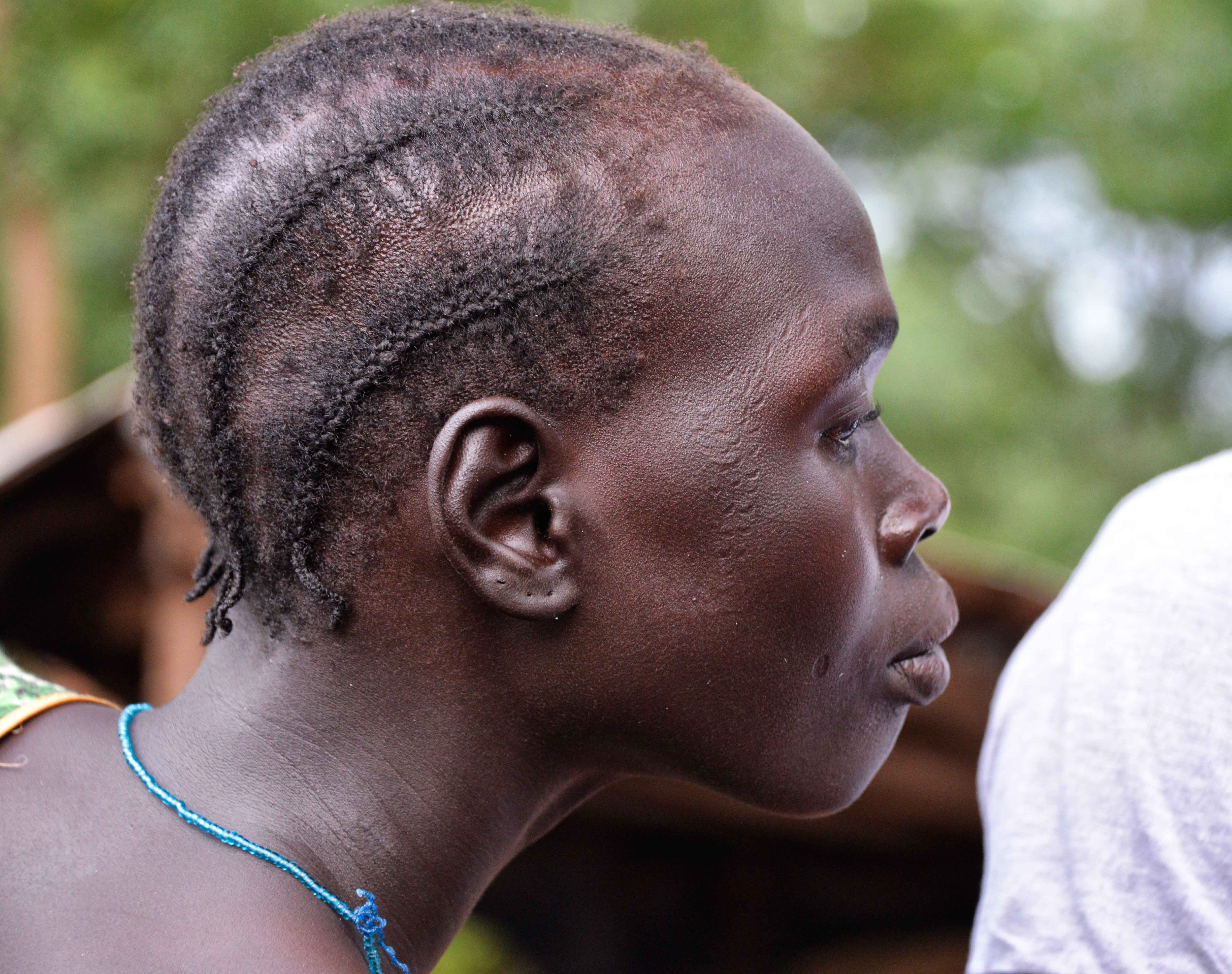
Mujer joven del pueblo anuak

El idioma anuak tiene aproximadamente 277.700 hablantes. Pertenece a la familia de las lenguas nilóticas.

## Historia

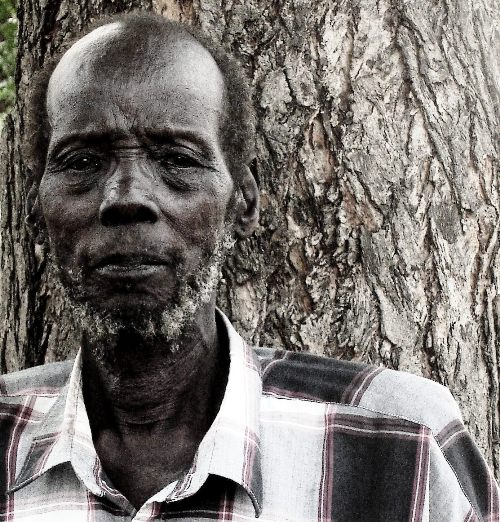
Hombre adulto del pueblo anuak

### Origen
Algunos estudios señalan que el pueblo anuak tiene un origen común con el pueblo shilluk y el pueblo acholi. La tradición oral informa que los anuak descienden de Guila, segundo hermano de Nyckang, el mítico antepasado de los shilluk.

### sigloXIX
Para mediados del siglo XIX habían ocupado vastos territorios de Sudán, cuando sufrieron la ocupación de sus tierras por parte del pueblo nuer que llegó desde territorios más al oeste. El incidente provocó que algunas comunidades anuak se trasladaran a Etiopía. Desde entonces las principales aldeas anuak se situaron a las orillas de los ríos Baro y Pibor. En este mismo período se convirtieron en los primeros grupos nilóticos en obtener armas de fuego.

### sigloXX
Los programas de reasentamiento para familias de los pueblos amhara y tigray desarrollados por el gobierno de Etiopía en 1985 se ejecutaron a través de la apropiación de territorios en Gambella, región histórica de los anuak. Fueron 17.553 jefes de familia de las etnias amhara y tigray los que se beneficiados con las expropiaciones a los anuak. La medida gerneró una crisis social y enfrentamientos étnicos. Los nuevos “colonos” se comenzaron a llamar “montañeses” y las disputas con los anuak fueron creciendo en episodios de violencia. Al problema de la gestión de la tierra se agregaron los efectos de una sequía (1982-1984), que provocó hambrunas en toda Etiopía. Como consecuencia los sectores rurales de la etnia anuak emigraron en gran número a la vecina Sudán. La década de 1980 estuvo marcada por los conflictos por la tierra, las rivalidades étnicas con los colonos “montañeses”, la sequía, la hambruna y la emigración. Se estima que en esa década la población anuak de la región de Gambella se redujo a la mitad. 
La guerra civil en Sudán trajo más problemas. El campesinado del pueblo nuer huyó en masa hacia la región de Gambella. Hecho que agravó  las tensiones, y enfrentó al campesinado de Gambella con los pastores nuer. Los enfrentamientos dejaron muchos civiles muertos y miles de desplazados.

### sigloXXI
En 2003 el gobierno etíope ofreció una concesión para la exploración de petróleo en Gambella a una empresa malaya, Petronas. La medida implicaba una nueva intromisión en territorio anuak, sin contar con la opinión de los jefes locales. En respuesta milicias armadas de los anuak lanzaron una serie de ataques contra civiles montañeses. En represalia el gobierno de Etiopía envió al ejército a Gambella que fue sometida a una brutal campaña militar en la que se estima que 400 civiles anuak fueron asesinados en diciembre de ese año por las fuerzas de seguridad etíopes, predominantemente integradas por montañeses. La violencia continuó durante varios años y fue denunciada en los tribunales internacionales.
En 2010 el Oakland Institute informaba que el 42% del territorio aunak estaba en manos de inversores privados. Las tierras nuevamente eran expropiadas sin el consentimiento de los jefes locales, según denuncias de diversas organizaciones. La mayor parte de esas tierras eran destinadas a inversión inmobiliaria, bajo la promesa de reinserción de 225.000 personas de toda Etiopía que el gobierno nacional quería reasentar en Gambella. Otra buena parte del territorio expropiado a manos privadas fue para la explotación a gran escala de cañas de azúcar.
Al mismo tiempo se llevó adelante un proyecto gubernamental de recolocación de las aldeas y familia anuak en otras zonas. El proceso fue llamado despectivamente de “aldeización”, por su carácter forzado, y porque colocaba las comunidades nativas en peores tierras, más alejadas de los recursos y servicios esenciales. Mientras tanto, las organizaciones de derechos humanos recopilaban testimonios de asesinatos, violaciones y golpizas que las fuerzas de seguridad propinaban a los anuak y se denunciaba que los soldados quemaban casas y cultivos para evitar que la gente regresase. Un alto número de personas de la etnia anuak siguen viviendo como desplazados o refugiados en Sudán del Sur.

## Sociedad

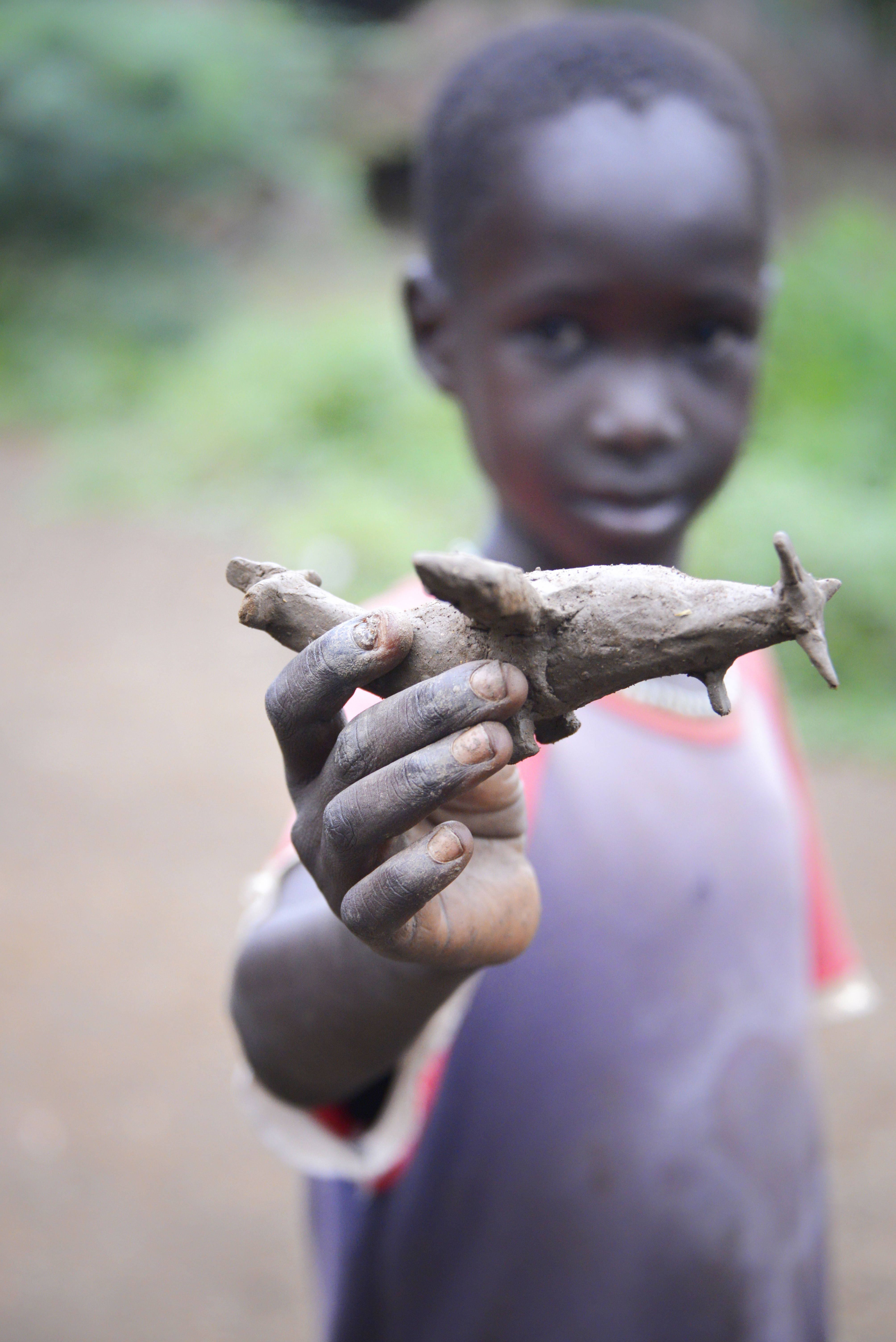
Juguete artesanal del pueblo anuak

Los anuak se dividen en clanes. Existe un fuerte sentido de unidad entre los miembros del clan, ya que la mayoría vive en la misma aldea. Los matrimonios mixtos entre clanes son comunes.
Cada asentamiento tiene un jefe que está a cargo de las ceremonias de la aldea y posee el tambor y las antiguas reliquias de los ancestros anuak. Los aldeanos que cultivan las tierras del clan le deben respeto y lealtad, suelen llevarle carne y pescados como obsequios. Pero si por alguna razón pierde el apoyo de sus súbditos será expulsado de la aldea y retirados sus privilegios. Sin embargo mantendrán la entrega de suministros y alimentos a las esposas del rey depuesto.
Tienen sus comunidades dispersas a lo largo de las orillas y ríos de Sudán del Sur y Etiopía occidental. Viven en aldeas autónomas de carácter itinerante. Cuando la tierra de sus huertos se agota se desplazan en busca de nuevos territorios. Se organizan en clases de edad.

## Economía

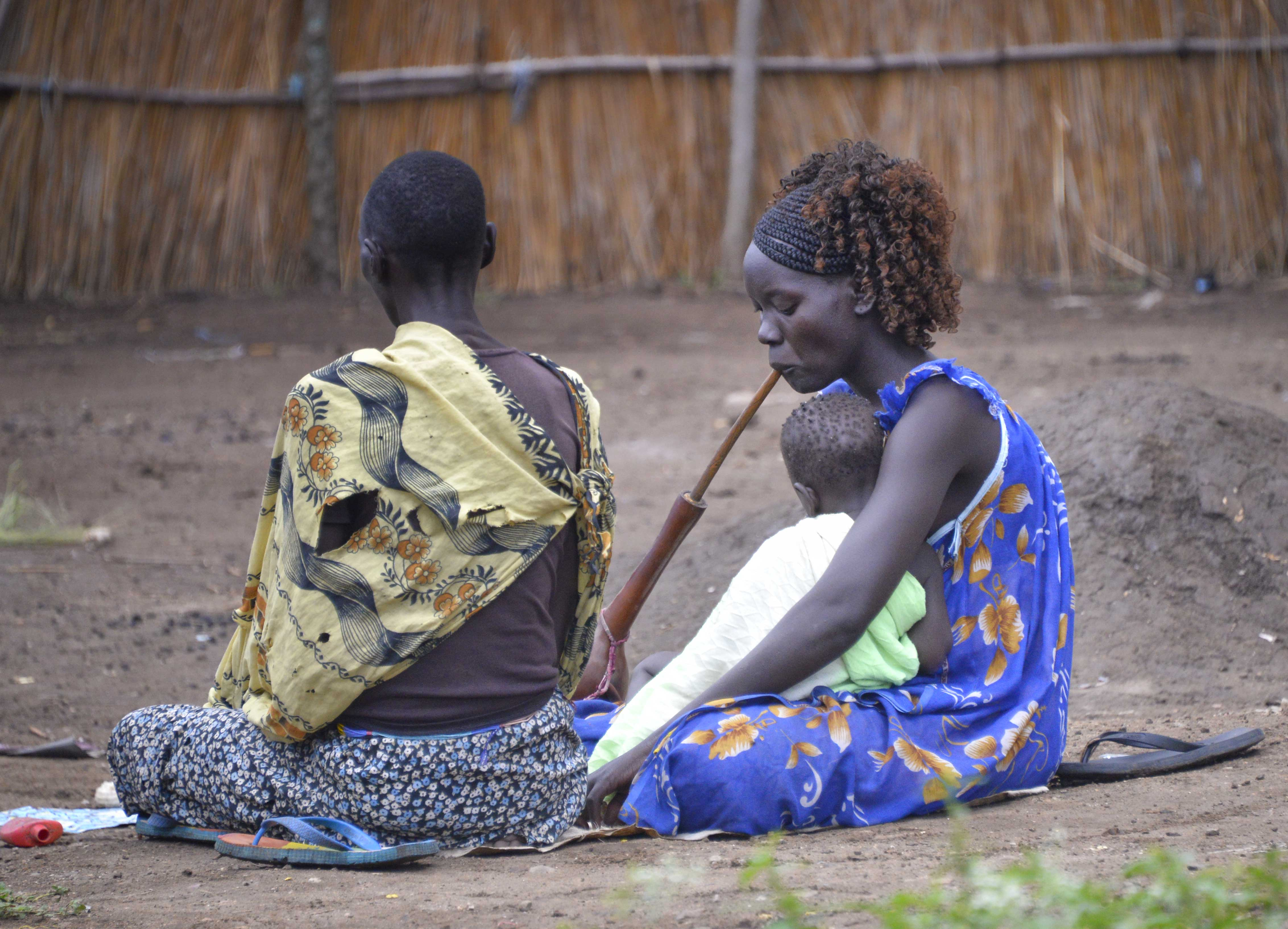
Familia anuank

Además de la agricultura de subsistencia las comunidades de Sudán del Sur tienen la ganadería ovina y caprina como actividad principal. En las aldeas de Etiopía la agricultura es la fuente principal de recursos económicos. En la estación seca recurren a la pesca. Son también cazadores y recolectores.

## Religión

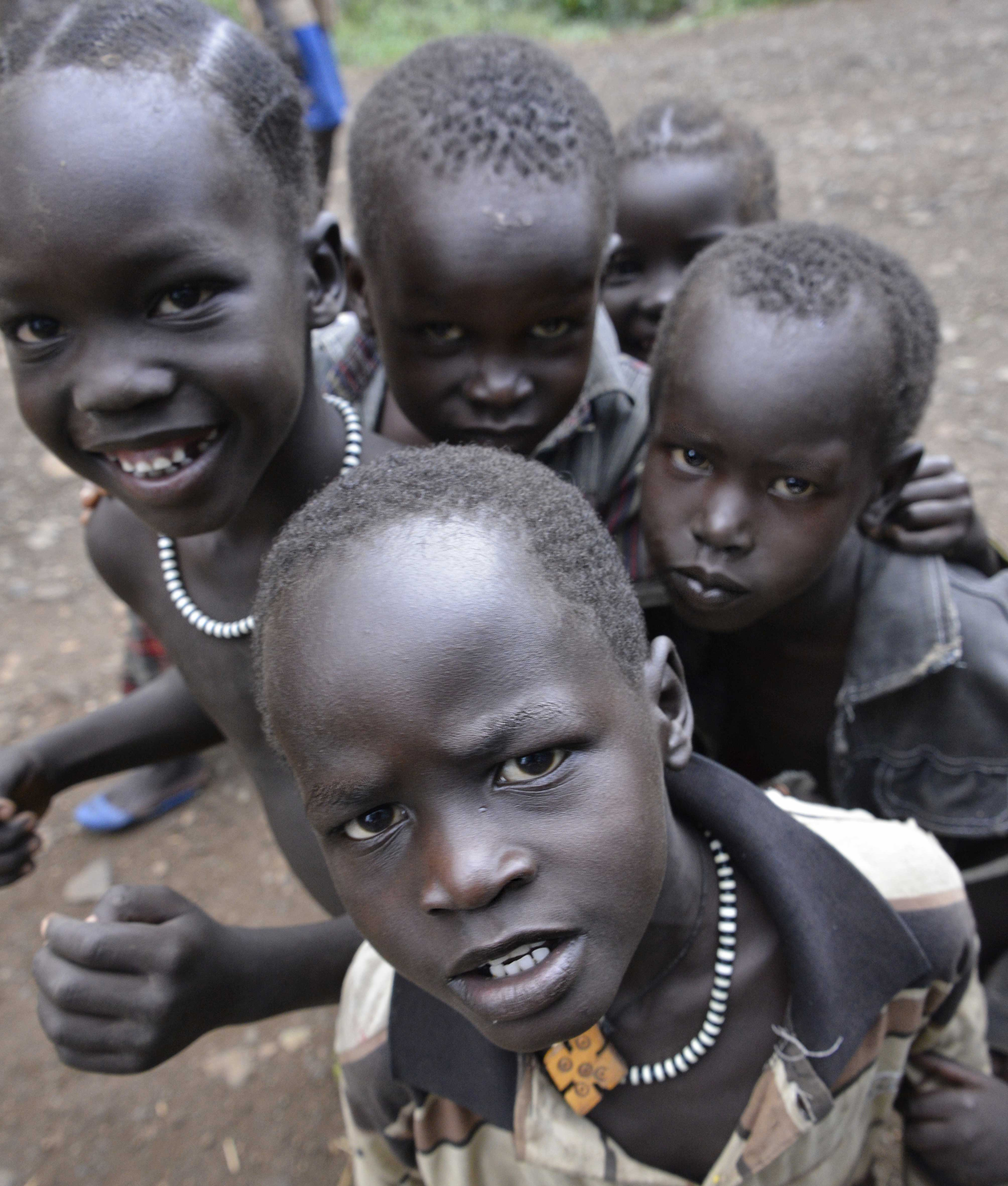
Niños anuak

Mantienen vigente sus creencias tradicionales, especialmente en las comunidades de Sudán del Sur. El 84% de los anuk de Etiopía, el 10% de los de Sudán del Sur y el 85% de los que habitan en Estados Unidos de América pertenecen a alguna confesión cristiana. La tradición anuak es animista. Creen en un espíritu superior llamado Juok (también Jwok o Juuok), considerado el creador de todas las cosas. Se trata de un ser asexuado pero al que se menciona en masculino. Practican sacrificios rituales para pedir salud, justicia o venganza. Si bien no hay espíritus intermediaros entre los humanos y Juok, los hechicero (cijor) se ocupan de realizar la magia y asistir en los rituales a los mayores. 
Cuando un miembro del pueblo anuak fallece se lo entierra en el centro de su casa o bajo tierra, a solo unos metros de su cabaña. Su rostro se cubre con pieles de animales y la tumba se rodea con una valla. Cada año, cuando comienza la cosecha de mijo y se elabora la cerveza, se celebra una fiesta mortuoria en memoria de todos los que han muerto ese año.

## Leyendas

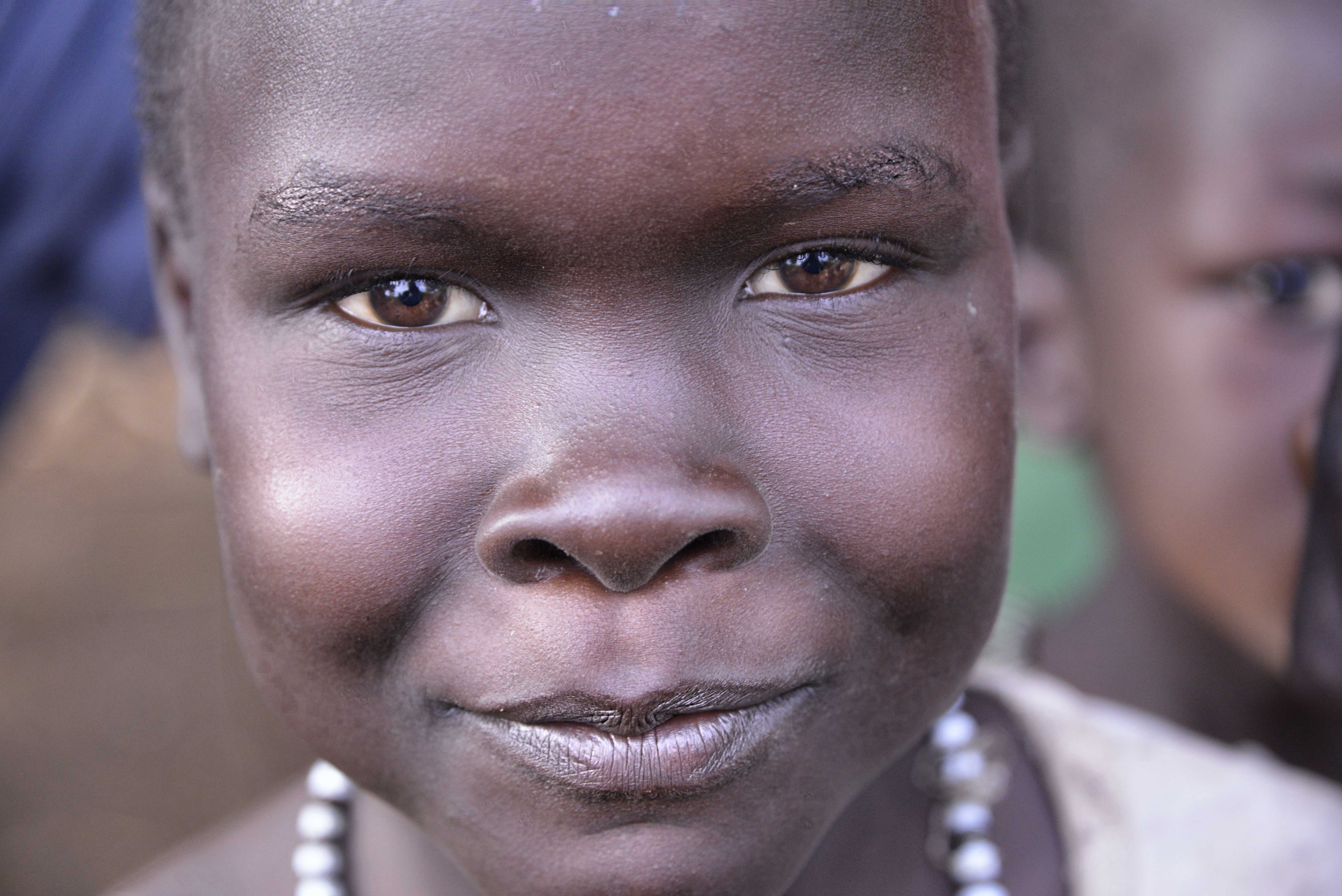
Niño del pueblo anuak

Los perros ocupan un lugar central dentro de las historias tradicionales del pueblo anuak. Algunas de ellas fueron recogidas en estudios mitológicos:

### El perro que regaló el fuego a los humanos
.Cuenta la tradición anuak que un perro quedó atrapado en una tormenta de lluvia y quedó totalmente mojado. Pidió refugio y calor en una aldea de humanos pero lo rechazaron. Finalmente una mujer sintió piedad por él y lo recogió. El perro preguntó a la mujer dónde tenía su fuego para calentarse, a lo que ella respondió que no tenía. Entonces el perro le hizo recoger hierba seca a la mujer. La amontonó y la orinó hasta que le montículo estalló en llamas.  Luego enseñó a la mujer como mantenerlo colocando palos y soplando. Finalmente, tras enseñarle a encender y dominar el fuego le pidió que si algún miembro de la aldea que lo había rechazado le pedía a ella que hiciera fuego, pues que les cobrara por ese trabajo. Ellos lo habían tratado mal.

### El perro que consiguió un lugar en el mundo para los seres humanos
El pueblo anuak cuenta que Juok, el dios creador de todo lo que existe dio  a luz (Jouk no tiene sexo) a varias criaturas: elefantes, búfalos, leones, cocodrilos y perros. Finalmente dio a luz un niño y una niña humanos. Pero no le gustó esta última creación, así que solicitó al perro que se deshiciera de ellos. El perro desobedeció y crio a los pequeños hasta que se hicieron adultos. En ese tiempo la tierra se pobló de criaturas y Jouk decidió que era tiempo de dividir los territorios y proveer de armas a los animales para su defensa. La provisión de recursos para los humanos quedaría para el final.
El perro sabía que eso dejaría indefenso a los humanos. Fue así que convenció al hombre y la mujer para que se apersonaran ante Jouk y le dijesen que ellos eran el elefante, el león y el búfalo. Cuando lo hicieron, Jouk les entregó todas las lanzas de las que disponía. Cuando llegaron el resto de los animales ya no quedaban. Así que le entregó colmillos a los elefantes, garras a los leones, grandes dientes a los cocodrilos y cuernos al búfalo.
Pero el hombre tenía lanzas que las utilizó para ahuyentar al resto de los animales y así se quedó con las mejores tierras, gracias al armamento conseguido por los consejos del perro.